# 低地德语
低地德语（低地德语：Plattdüütsch），又称低地萨克森语（低地德语：Neddersassisch），是低地日耳曼语的一种区域性语言，主要使用者在德国北部、丹麦南部和荷兰东部，另外亦有使用者在波兰沿海地区，以及如加拿大等地的移民社群。
根據其語言學特徵的不同，可分爲西低地德語和東低地德語。
由1999年起，德国根据《歐洲區域或少數民族語言憲章》，认可低地德语为地区语言。低地德语并未标准化，但在德国，北低地萨克森语有在电视台和电台广播中使用。

## 概述
德国北部的许多人没有注意到这么一个现象，即低地德语区并不在德荷两国的交界处戛然而止，而是延伸至荷兰东部。原因是中世纪时期荷兰东部曾长期受神圣罗马帝国统治，神圣罗马帝国衰落后，荷兰又因重商主义而与汉萨同盟交流密切，因此在德国北部沿海的低地德语也在荷兰东部被广泛使用。同样，丹麦南部的荷尔斯泰因–石勒苏益格地区北部在一战后被丹麦收回（该地区的两个邦国原是1807年神圣罗马帝国被解散后依附于丹麦的附属国，但也属于德国文化区，在1864年德丹战争后被德国占领），但丹麦政府没有驱逐本地德国居民，所以低地德语在丹麦南部也有使用。但原属德国的波兰北部沿海现在基本没有低地德语的使用者，因为二战后波兰取得波美拉尼亚、东普鲁士南部的马祖里亚和西普鲁士后将当地德国人基本全部驱逐回了今天的德国境内。

## 歷史
德國薩克森人連同其語言透過民族遷徙向南方、西南與英國擴散。貝達·菲內哈皮里斯（Beda Venerabilis）稱尚居留在德國的薩克森人為古薩克森人，因此古薩克森語為低地德語最古老的發展階段。古薩克森語經由一塊區域向外擴展，即今日含括荷尔斯泰因（Holstein，不包括東部），施托爾馬恩（Stormarn），下薩克森，威斯特法倫（Westfalen）及荷兰东部之處。百年以來，在文德兰（Wendland，薩克森人稱Wenden為維斯拉夫人，他們講索布語）還是存有斯拉夫與薩克森語的灰色地帶。
由於英國的日耳曼人原先定居於今日北德，因此盎格魯·薩克遜的方言連同古英語皆和低地德語（古薩克遜語）有著強烈的一致性。中古世紀時，雖然其原先的親屬關係依舊清晰可見，但也因為法語（羅曼語）的巨大影響以及英語文法日漸簡化使得其相同處大大降低。然而英語仍保留著西日耳曼語的基本特徵。
伴隨著東進（東方殖民）的同時，古低地德語也跟著擴張。然後直至1225年，中古低地德語則繼續向東方蔓延。新的語言萬花筒產生了：梅克倫堡語（Mecklenburgisch）、波美拉尼亚语（Pommersch）、南梅克語（布蘭登堡語，Südmärkisch / Brandenburgisch））、低地普魯士語（Niederpreußisch，並非波羅的海的古普魯士語）、波羅的海沿岸或斯堪地納維亞半島的城市與農莊之低地德語。此外，中古低地德語也成功的將丹麥語及北弗里西亞語的分布擠向北方，而將东弗里斯兰语推向东弗里斯兰（Ostfriesland）。所有新的低地德語區為所謂的殖民書面語或是在文法與字彙上有獨特之處的殖民方言。因此，今日在該地區的方言還存有動詞變化發音規則相同的現象，如高地德語、西部低地德語，以及在東部、石勒蘇益格（Schleswiger Platt）與东弗里斯兰（Ostfriesischen Platt）之低地德語对于動詞“做”人稱複數的變化有所不同，如下所示：
| 高地德语    | 西部低地德语 | 东部低地德语 | 汉语   |
| ----------- | ------------ | ------------ | ------ |
| wir mach-en | wi maak-t    | wi mak-en    | 我们做 |
| ihr mach-t  | ji maak-t    | ji mak-en    | 你们做 |
| sie mach-en | se maak-t    | se mak-en    | 他们做 |

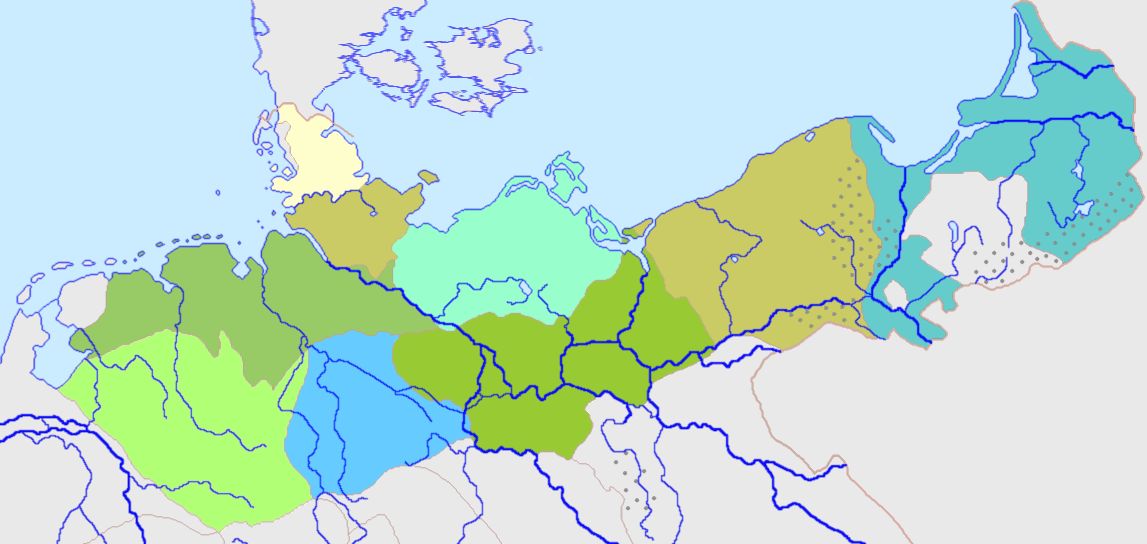
1945年前的低地德语分布：
威斯特法伦（Westfäälsch）
奥斯特法伦（Oostfäälsch）
北下萨克森（Noordneddersassisch）
荷尔施泰因（Holsteensch）
石勒苏益格（Sleswigsch）
勃兰登堡（Brannenborgsch）
梅克伦堡-前波美拉尼亚（Mekelbörgsch-Vörpommersch）
波美拉尼亚（Pommersch）
下普鲁士（Nedderpreußsch）

歷史上低地德語通用的領域遍及荷蘭、德意志帝國低地德語區以及1945年之前的波蘭。
之後下法蘭克語（Niederfränkisch）在荷蘭與比利時以書面及文化語言充當為獨立國家的象徵，相對於標準德語或是標準荷蘭語的形式，德國與荷蘭境內的低地德語之方言逐漸退化。今日只有在鄉下地區才會将此種語言作為日常溝通用。
低地德語持續衰敗可分成兩階段。約在16、17世紀之交，首先在書面語的情勢上為標準德語所取代。受過教育之市民依從城市及封地的統治者，在書面語的使用也改用標準德語。雖然大部分北德居民在口語上還是繼續使用低地德語，但是該語言持續失去功能性與重要性，以致於隨著時間的流逝，該社會階層接受了其他階層所使用的標準德語。最後，區域古老之語言在實質上變為少數人的日常用語，特別是鄉下民眾才會使用。
隨著社會現代化，低地德語發展及存活的機會越來越渺小。19、20世紀社會發展之過程迫使它成為不受重視的民眾用語。工業化與都市化不只大大的限制人們使用低地德語的機會，也促使在區域民眾語原應占一席之地的地方語趨衰微與瓦解。透過學校與教育事業之普及與社會生活官僚化及教育民主化最候促進並穩固民眾使用之大眾語言變為標準德語。
長期以來，低地德語受到源自於教堂、學校、政治、文學與科學，與至20世紀家庭之排擠。二次大戰以降，大量來自於其他方言區的人民也是該語言在過去50年受到侵蝕的幫兇。地區間想要復興該語言的嘗試卻也因為大眾媒體推坡助瀾快速進展下心有餘而力不足。
低地德語曾經是重要的書面語，也是漢薩同盟所使用的語言與長時間為北海與波羅的海的地區的通用語。語言研究者稱這些語言史的發展時期為中古低地德語（約西元1200至1600年）。低地德語不僅是書面語，更是當時多樣化的方言（現今卻難以加以重建）。雖然如此，中古低地德語的書面語直到近代還是可以文件、書籍與證書中看的到其蹤跡。當時的語言中心位於漢薩同盟之大城市盧卑克；城市同盟崩解後，低地德語還是在地區層面上繼續的使用。
北德的低地德語之書面持續受到標準德語的脅迫而降成方言的水準。漢堡與不萊梅直到十年前，低地德語之日常用語在其他鄉下的方言襯托下更顯得高尚，是往昔高雅書面語最後殘存之物。

## 字源
古低地德語時期，古低地德語在國內並無統一的名字。在拉丁文的篇章可以發現到薩克森語的稱呼方式。中古低地德語階段，低地德語則是被稱為是düdesch或是　düde，此為特別為了區分外來語及拉丁語所命名的。因此，在15世紀許多北德的城市存在著這樣的語言來和學校中所學習的拉丁語做對比。
若欲將本身的語言來和高地或低地德語有所分別，可以使用上述的語言（unse düdesch, sassesch düdesch或moderlike sprake）。15、16世紀最常用的概念則是撒克森語（sassesch），亦稱sassesche sprake或加上前綴而成為nedder-sassesch。16世紀以來，也有nedderdüdesch及nedderlendesch（低地德語）的稱謂。
17世紀則出現Plattdeutsch（低地德語）的說法，並使得sassesch等等的名稱為Niederdeutsch（低地德語）的命名方式所取代。低地德語的新名源自於荷蘭語。最早的佐證可在荷蘭代尔夫特城印刷的新約中可見一斑。於標題及前言即指此書是由低地德語所撰寫，亦即以明確優良的國語（與較少人可以了解的學校用語做比較）。低地德語的形容詞plat並非指未趕上高地德語或是低地的母音轉移，而是指清楚明瞭，眾所皆知的意思。方言變體稱為是低地（Platt）不僅在低地德語中漸漸普及，西中部德語亦是。
20世紀初，低地語部分還是稱為是低地德語（Nederduitsche Taal），由低地語所改革的教派直到20世紀中期還是公認透過低地德語改革的教派（Nederduitsch Hervormde/Gereformeerde Kerk）。新教教會在南非引發重要的潮流，今日亦有這樣的稱謂（Nederduitsch Hervormde Kerk）。德國則是沿用低地撒克森語來作為低地德語的同義詞。另外一個同義詞則是Plattdeutsch。兩個名詞間的差異在於，Niederdeutsch為專業術語，而Plattdeutsch則是民眾稱謂語。

## 地理分布
低地德語使用於北德。以本拉特線（Benrather Linie）抑或是稍微北偏的于尔丁根線（Uerdinger Linie）為其最南界。特別東低地德語之等語線今日越往北偏。1984年最後一次大規模針對該語言情況之研究指出，當時使用低地德語者約有八百萬人。2006年者最多有5-8百萬人會說低地德語。
荷蘭東北方的語言變體在歷史上隸屬於低地德語。但是由於荷蘭語為主要的語言並對荷蘭的方言產生極大的影響，因此尚有語言學者根據今日方言之情況將它視為是荷蘭語的語言變體，而非德語之語言變體。
以歷史的觀點來看，下法蘭克語（Niederfränkisch）昔日為低地德語中的一支。今日的語言學主要不再支持這樣的看法。因為經由今日之方言情況可知，下法蘭克當地的方言與低地德語相似的程度就如同中部法蘭克語一般。所以鑑於語言之特徵無法將其歸類至低地德語。其實這樣的觀點有些過時，因為根據史料，以前存在著古德語，它的出現將低地德語與高地德語一分為二，這各部份可參見西日爾曼語的部份（Westgermanische Sprachen）。
低地德語區在歷史上曾遍及東普魯士。由於德國民眾在二次大戰後慘遭驅逐的緣故，現今隸屬於波蘭、立陶宛與俄羅斯的區域中之德語與其方言早已滅絕。而原屬於西普魯士之方言布勞鐵語（Plautdietsch）卻從烏克蘭向世界的不同的區域擴散，使得今日在美國、墨西哥、巴西一些城村等都可以看到其蹤跡。
將下萊茵語歸納入低地德語中相當的有問題。它應該是下法蘭克語的一支。依照語言之類型，下萊茵地區的方言與荷蘭方言的親屬關係較鄰近的德語來的濃厚。二次世界大戰後，許多方言與標準荷蘭語以及標準德語越來越接近，以致於今日在下萊茵地區普遍使用德國方言。但是該地區之方言因為未跟上高地德語母音移轉（Hochdeutsche Lautverschiebung）的腳步，因而並非高地德語之方言。另一方面，比起低地德語，它也與法蘭克萊茵語（fränkisch-rheinisch）之方言有較深的親屬關係。對於語言研究者而言，這可能是因為下萊茵區的方言在文學上無法透過低地德語的方言來描寫所導致的結果。

## 語言情況
低地德語對於20世紀之語言學而言頗具爭議；由於其功能受侷限（只由特定族群所使用）而被劃分至方言的範疇，但是大多數使用該語言者卻也將之視為是獨立之語言。此外，低地德語也非具同質性，是由許多不同的方言所組成。
歐洲議會是承認在德國以及荷蘭境內的低地德語為正式的語言且加以保護。德國相關的規定與1999年正式生效。在一些德語聯邦國家中明文規定禁止歧視低地德語。因此，在石勒苏益格-荷尔斯泰因（Schleswig-Holstein）當局不只需要用低地德語來回應及提出建議，也須以該語言來回答問題。聯邦法院也確立，若向慕尼黑的聯邦專利局申請專利時，必須以低地德語提出。而在德國，低地德語（下薩克森語, Niedersächsisch）是以特殊之地方語言來運行。
在科學的領域中，低地德語已從其他德語之語文學開端中獨立出來。多數使用低地德語者始終深信該語言有其獨到之處。而低地德語所使用的字彙直至今日與現今的荷蘭語幾近相同（除了少數的借用字與語言持續的發展外）。此兩種語言變體的文法結構也是一致的，不同處只在於發音（德國下萊茵邦（Niederrhein）所使用的下法蘭克語（Niederfränkisch）為例外，與荷蘭語發音較為相近）。
低地德語如同其他方言為適用於家庭的語言。語言學家史提勒馬赫（Stellmacher）以不萊梅聯邦議會議員為例，雖然該議員無法說出流利的低地德語，但是樂於在言談對話中納用低地德語的詞句用語。藉此，他希望可以營造出較好的氛圍及拉近與聽眾及說話對象的距離。在北德邦聯之邦議會中，特別是論及低地德語的議題格外的會採用低地德語交談。這使得議員間的氣氛更加的融洽並起緩和的作用。但這也指人們喜歡在談論較不重要之議題時使用低地德語。雖然低地德語中也有一些嚴肅的文學以值得思考的戲劇，只是民眾在討論低地德語文學及戲劇藝術較偏愛輕鬆快樂的主題。低地德語文學及戲劇不僅為人膚淺地做消遣用，且可能是較嚴肅的這個特點，導致其不自覺偏向冷門。低地德語長期為人侷限在私人之主題，使用於非公開之場合及所謂的市井小民的生活環境中，皆是最佳佐證。